# Åkerhielm af Blombacka
Åkerhielm af Blombacka är en svensk friherrlig adelssläkt från Södermanland.
Ätten adlades år 1679 med namnet Åkerhjelm med Samuel Åkerhielm den äldre, före detta bar släkten namnet Agriconius. 
Dennes son Lars Åkerhielm den äldre upphöjdes till friherre Åkerhielm af Blombacka år 1751 och introducerades på Sveriges Riddarhus som friherrlig släkt nr. 232. Åkerhielm af Blombacka har samma ursprung som den friherrliga släkten Åkerhielm af Margrethelund.
En sentida medlem var överhovpredikanten och kyrkoherden i Hedvig Eleonora församling, Hans Åkerhielm (1908-2003).

## Bilder

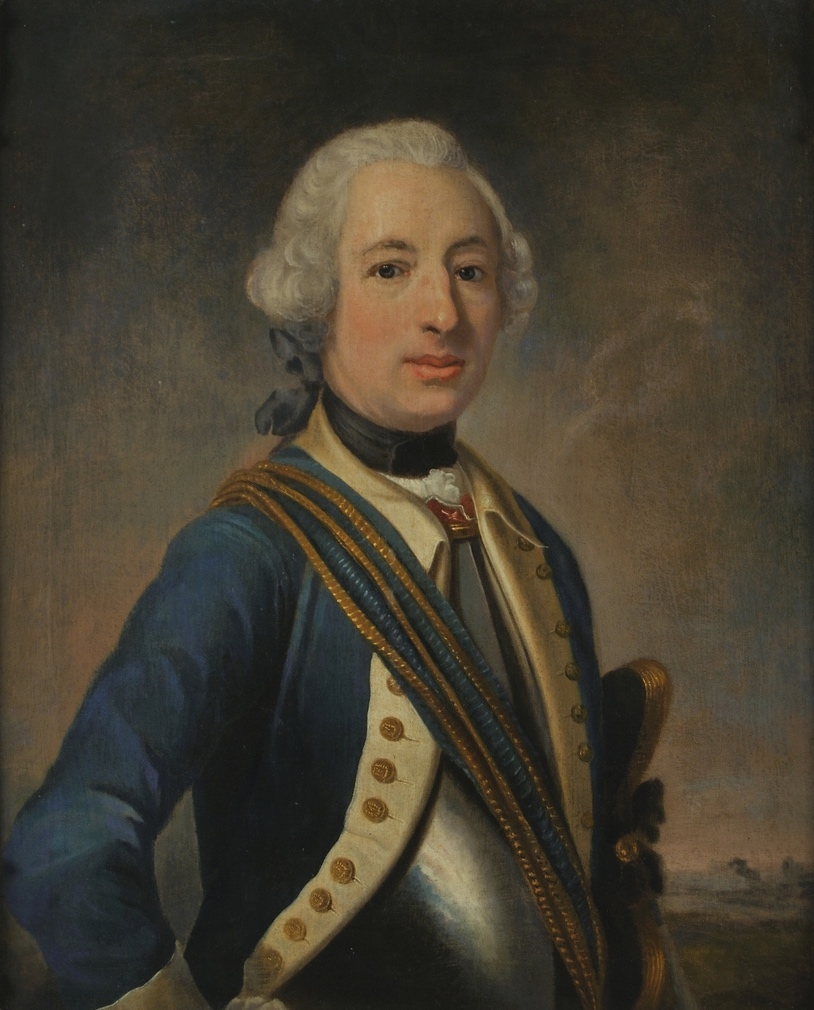
Carl Vilhelm Åkerhielm iklädd uniform m/1756 för Västgöta kavalleriregemente. På en målning från ca 1760 av okänd konstnär.